# Terrell (Texas)
Terrell è un centro abitato degli Stati Uniti d'America situato nella contea di Kaufman dello Stato del Texas.
La popolazione era di 15.816 persone al censimento del 2010.

## Geografia fisica
Terrell è situata a 32°44′15″N 96°16′57″W (32.737525, -96.282444), circa 32 miglia (51 km) a est di Dallas. Secondo lo United States Census Bureau, ha un'area totale di 18,6 miglia quadrate (48 km²), di cui 18,3 miglia quadrate (47 km²) di terreno e 0,3 miglia quadrate (0,78 km², 1.82%) d'acqua.

## Società

### Evoluzione demografica
Secondo il censimento del 2000, c'erano 13.606 persone, 4.605 nuclei familiari e 3.292 famiglie residenti nella città. La densità di popolazione era di 742,9 persone per miglio quadrato (286,9/km²). C'erano 5.032 unità abitative a una densità media di 274,8 per miglio quadrato (106,1/km²). La composizione etnica della città era formata dal 55,36% di bianchi, il 32,24% di afroamericani, lo 0,36% di nativi americani, lo 0,56% di asiatici, lo 0,02% di isolani del Pacifico, il 9,74% di altre razze, e l'1,73% di due o più etnie. Ispanici o latinos di qualunque razza erano il 17,57% della popolazione.
C'erano 4.605 nuclei familiari di cui il 35,5% aveva figli di età inferiore ai 18 anni, il 47,4% aveva coppie sposate conviventi, il 18,8% aveva un capofamiglia femmina senza marito, e il 28,5% erano non-famiglie. Il 25,0% di tutti i nuclei familiari erano individuali e il 10,8% aveva componenti con un'età di 65 anni o più che vivevano da soli. Il numero di componenti medio di un nucleo familiare era di 2,77 e quello di una famiglia era di 3,30.
La popolazione era composta dal 28,5% di persone sotto i 18 anni, il 10,6% di persone dai 18 ai 24 anni, il 27,8% di persone dai 25 ai 44 anni, il 20,2% di persone dai 45 ai 64 anni, e il 13,0% di persone di 65 anni o più. L'età media era di 33 anni. Per ogni 100 femmine c'erano 92,3 maschi. Per ogni 100 femmine dai 18 anni in giù, c'erano 87,2 maschi.
Il reddito medio di un nucleo familiare era di 33.036 dollari e quello di una famiglia era di 40.148 dollari. I maschi avevano un reddito medio di 29.826 dollari contro i 21.753 dollari delle femmine. Il reddito pro capite era di 16.405 dollari. Circa il 15,7% delle famiglie e il 19,7% della popolazione erano sotto la soglia di povertà, incluso il 28,1% di persone sotto i 18 anni e il 13,9% di persone di 65 anni o più.